# Adoración de los pastores (Reni, Nápoles)
Adoración de los pastores es una pintura creada bajo la técnico de óleo sobre lienzo (485×350 cm) de Guido Reni que data alrededor de 1642 y se conserva en el coro de la iglesia de la Cartuja de San Martino en Nápoles, Italia. 

## Historia y descripción
El cuadro fue encargado por el prior de la Cartuja de San Martino de Nápoles, Giovan Battista Pisante, como parte de una remodelación de todo el complejo religioso iniciada en las primeras décadas del siglo XVII. El encargo tuvo lugar probablemente hacia finales de la década de 1630, aunque el lienzo no llegó al muro del coro de la iglesia hasta 1642, ya que, tras la muerte de Guido Reni, sus herederos no enviaron la obra terminada hasta más tarde.
El lienzo se inserta dentro de una serie de gran valor artístico de la Cartuja de San Martino, colocándose incluso en la pared principal del coro. Junto a él, dos pares de lienzos adornan las paredes laterales: La Última Cena (1589) del taller de Paolo Veronese y la Pascua de los judíos (1639) de Massimo Stanzione, en la pared derecha, mientras que el Lavado de pies (1622) de Battistello Caracciolo y la Comunión de los Apóstoles de José de Ribera (1651) se encuentran en la pared izquierda.
Desde el principio, la obra fue especialmente apreciada por los padres cartujos, hasta el punto de que los herederos del pintor boloñés intentaron en vano «recomprar» el lienzo, que hablaban de un supuesto fracaso en la finalización del cuadro.
En un principio, la ejecución del lienzo se consideró inacabada, sin embargo, estudios más modernos han atribuido a Reni varias obras realizadas con este tipo de dibujo cromático, al tiempo que le asignan la plena autoría de la obra. Según el biografo Carlo Cesare Malvasia, dejó citado en sus escritos de esos mismos años varias composiciones de Reni sobre este tema: entre las más notables, otra versión similar a la napolitana, aunque con pequeñas variaciones y ligeramente más pequeña (480×321 cm), se encuentra en la National Gallery de Londres.
Como indica su nombre el cuadro representa la escena bíblica de la adoración de los pastores, donde un grupo de pastores luego de ser anunciados por un ángel, acuden al lugar de nacimiento de Jesús, según lo relatado por el libro del Evangelio de Lucas (Lucas, 2:15-20).